# 562964 Hudin
562964 Hudin este o planetă minoră (asteroid) din centura de asteroizi. A fost descoperită pe 3 iunie 2014 la  de . EURONEAR 
In anul 2022 la propunerea lui Ovidiu Vaduvescu  Uniunea Astronomică Internațională a stabilit numele final al obiectului dupa numele astronomului amator Lucian Hudin, membru al EURONEAR in semn de apreciere pentru contributiile sale in proiectele EURONEAR. 
Obiectul prezintă o orbită caracterizată de o semiaxă mare de 2,7617470300195 UAi, o excentricitate de 0,14640261198846, o înclinație de 8,1134954928136 ° în raport cu ecliptica.